# See What's on the Inside
See What's on the Inside è il settimo album in studio del gruppo musicale britannico Asking Alexandria, pubblicato il 1º ottobre 2021 dalla Better Noise Music.

## Antefatti
A causa del diffondersi della pandemia di COVID-19 durante il 2020, gli Asking Alexandria non hanno potuto intraprendere la tournée promozionale inerente al precedente album Like a House on Fire, portandoli a comporre nuova musica da includere in un eventuale album in studio. Dopo alcune sessioni iniziali di scrittura tenute attraverso Zoom, nel maggio 2021 il gruppo si è ritrovato presso uno studio di registrazione situato vicino a Franklin, spendendo circa due mesi isolati dal resto del mondo: si tratta della prima volta dai tempi di Reckless & Relentless (2011) che tutti i componenti della formazione hanno scritto e registrato insieme un disco.
Tra i primi brani composti vi è If I Could Erase It, il cui testo riflette la rinascita del gruppo dopo aver fatto pace con il proprio passato da loro definito tormentato a causa dell'inaspettato successo ottenuto già nei loro primi anni di carriera; i testi di Alone Again, Faded Out, Never Gonna Learn e l'omonimo See What's on the Inside risultano invece incentrati su un'autoanalisi del frontman Danny Worsnop riguardo ai suoi ultimi otto anni vissuti. La registrazione della traccia conclusiva The Grey è stata quella che ha richiesto più impegno per la formazione britannica, presentando un finale costituito da 84 tracce di chitarra registrate da Ben Bruce e sovrapposte tra loro.
Dal punto di vista musicale, l'intenzione degli Asking Alexandria è stata quella di omaggiare gli artisti che li hanno accompagnati durante l'adolescenza e che li hanno portati a innamorarsi del rock e del metal, tornando a una musica più suonata e senza sperimentazioni sonore come quelle affrontate nel precedente Like a House on Fire. Per i brani Alone Again, Find Myself e See What's on the Inside sono stati impiegati inoltre strumenti ad arco reali; il secondo tra questi, secondo quanto dichiarato da Bruce, avrebbe dovuto rappresentare la traccia d'apertura del disco a causa del forte impatto del testo.

## Promozione
Il 20 agosto 2021 gli Asking Alexandria hanno presentato il primo singolo Alone Again e annunciato le varie informazioni inerenti all'album, come il titolo, la lista tracce e la data di pubblicazione. Alone Again ha in seguito ricevuto un video musicale, diffuso il 31 dello stesso mese attraverso il loro canale YouTube. Il 23 settembre è stato diffuso uno spezzone della terza traccia Faded Out, mentre tre giorni più tardi brano You've Made It This Far è stato presentato in anteprima nel corso del programma radiofonico Radio 1's Rock Show di BBC Radio 1. Il 1º ottobre, in concomitanza con la pubblicazione dell'album, è stato reso disponibile il video di Never Gonna Learn.
Tra settembre e novembre 2021 il gruppo si è esibito negli Stati Uniti d'America in qualità artista di supporto agli A Day to Remember per il loro The Re-Entry Tour. Il 21 gennaio 2022 hanno pubblicato l'EP Never Gonna Learn EP, contenente due brani dell'album (Never Gonna Learn e Find Myself) e gli inediti New Devil e Miles Away. Tra aprile e maggio 2022 hanno intrapreso il See What's on the Inside World Tour 2022 in Europa. Il 20 maggio dello stesso anno hanno pubblicato una nuova versione di Faded Out come singolo, che si caratterizza per la partecipazione dei Within Temptation in qualità di gruppo ospite; tale versione è stata realizzata per il film The Retaliators ed è stata inclusa anche nell'edizione deluxe di See What's on the Inside distribuita digitalmente il 4 novembre 2022.

## Tracce
Testi e musiche degli Asking Alexandria.
1. Intro – 0:56
2. Alone Again – 3:48
3. Faded Out – 3:05
4. Never Gonna Learn – 3:18
5. If I Could Erase It – 4:11
6. Find Myself – 4:40
7. You've Made It This Far – 4:21
8. See What's on the Inside – 4:36
9. Misery Loves Company – 4:03
10. Fame – 3:18
11. The Grey – 3:46

Tracce bonus nell'edizione deluxe
1. New Devil (feat. Maria Brink of In This Moment) – 3:34
2. Miles Away – 4:33
3. Faded Out (feat. Within Temptation) – 3:05
4. See What's on the Inside (Acoustic) – 4:03
5. Never Gonna Learn (Acoustic) – 3:06
6. Find Myself (Acoustic) – 3:32
7. Faded Out (Acoustic) – 2:43
8. Alone Again (Acoustic) – 2:19

## Formazione
Gruppo
- Danny Worsnop – voce
- James Cassells – batteria
- Cameron Liddell – chitarra
- Benjamin Bruce – chitarra
- Sam Bettley – basso, pianoforte[18]

Altri musicisti
- Hannah Huntley – voce aggiuntiva (tracce 2, 6-8)
- Brandon Michael Collins – arrangiamento strumenti ad arco (tracce 2, 6 e 8)
- David Davidson – violino (tracce 2, 6 e 8)
- David Angell – violino (tracce 2, 6 e 8)
- Kristin Wilkinson – viola (tracce 2, 6 e 8)
- Paul Nelson – violoncello (tracce 2, 6 e 8)

Produzione
- Matt Good – produzione, missaggio
- Benjamin Bynum – assistenza tecnica
- Howie Weinberg – mastering
- Will Borza – mastering

## Classifiche
| Classifica (2021)          | Posizione massima |
| -------------------------- | ----------------- |
| Germania                   | 50                |
| Regno Unito (independent)  | 16                |
| Regno Unito (rock & metal) | 10                |
| Stati Uniti (hard rock)    | 22                |
| Svizzera                   | 79                |